# Sharaf al-Dīn al-Muzaffar al-Ṭūsī
Sharaf al-Dīn al-Muẓaffar al-Ṭūsī (in persiano شرف الدين ﺍﻟﻤﻈﻔﺮ الطوسي‎; Ṭūs, 1135 – Baghdad, 1213) è stato un matematico, ingegnere meccanico e astronomo persiano.
Il suo trattato sulle equazioni cubiche, che poneva le basi dello studio delle curve tramite equazioni, rappresenta un contributo fondamentale alla fondazione della geometria algebrica. Continuò la strada di Omar Khayyam, un altro grande poeta, matematico e studioso di algebra, che nacque nel 1048.

## La vita
Sharaf al-Dīn al-Muẓaffar al-Ṭūsī continuò la strada di Omar Khayyam, un altro grande poeta, matematico e studioso di algebra, che nacque nel 1048.
Al-Ṭūsī si trasferì a Damasco in Siria, quando i Turchi Selgiuchidi la conquistarono nel 1154 e la resero la capitale del loro vasto impero.
Successivamente si trasferì ad Aleppo, seconda città della Siria dove rimase per almeno tre anni insegnando vari argomenti matematici tra cui la teoria dei numeri, le effemeridi e l'astrologia.
In seguito si pensa che al-Ṭūsī si sia recato a Mosul dove istruì il suo pupillo Kamal al-Din ibn Yunus, che a sua volta divenne l'insegnante di Naṣīr al-Dīn al-Ṭūsī, uno dei più famosi studiosi musulmani. In quel periodo la fama di al-Tusi come insegnante crebbe a tal punto che molti affrontavano lunghi viaggi sperando di diventare suoi studenti.
Quando Saladino conquistò Damasco nel 1174, al-Ṭūsī lasciò Mosul  e ritornò in Iran. Insegnò a Baghdad sino alla fine dei suoi giorni e fu in questo periodo che scrisse il suo famoso lavoro sull'algebra.

## Le opere
Alcune opere di al-Ṭūsī sono ritenute importanti per lo sviluppo della Matematica. La più importante è descritta dallo storico Sarton. come un trattato sull'algebra scritto nel 1209.
Questo trattato sulle equazioni cubiche, che pone le basi dello studio delle curve tramite equazioni, rappresenta un contributo fondamentale alla fondazione della geometria algebrica.
Nel trattato al-Ṭūsī classifica le equazioni di grado al più tre in 25 tipi differenti. Innanzi tutto discute i 12 tipi di equazioni di grado al più due. Quindi rivolge l'attenzione agli otto tipi di equazioni cubiche che hanno sempre una soluzione positiva, quindi ai cinque tipi che possono non averla.
Di seguito viene illustrato, in linguaggio moderno, il metodo impiegato da al-Ṭūsī per la risoluzione di equazioni del tipo {\displaystyle x^{3}+a=bx}. Innanzitutto al-Ṭūsī osserva che se t è una soluzione dell'equazione, dall'essere a positivo, segue che {\displaystyle t^{3}<bt} e quindi {\displaystyle t<{\sqrt {b}}}. 
Successivamente al-Ṭūsī nota che {\displaystyle bx-x^{3}=a}, trova che il massimo della funzione {\displaystyle y=bx-x^{3}} si ha per  {\displaystyle x={\sqrt {\frac {b}{3}}}} a cui corrisponde il valore di {\displaystyle y={2\left({\frac {b}{3}}\right)^{\frac {3}{2}}}}.
Quindi l'equazione {\displaystyle bx-x^{3}=a}, ha almeno una radice positiva se {\displaystyle a\leq {2\left({\frac {b}{3}}\right)^{\frac {3}{2}}}}.
ossia se 
{\displaystyle D={{\frac {b^{3}}{27}}-{\frac {a^{2}}{4}}}\geq 0},
dove D è il discriminante dell'equazione.
Nella risoluzione delle equazioni cubiche al-Tusi fa uso della derivata di una funzione senza dichiararlo. Sull'origine dell'uso implicito della derivata si rimanda alla lettura dei testi contenuti nella bibliografia.
Al-Tusi si dedicò al metodo per approssimare le radici di un'equazione cubica, oggi noto come metodo di Ruffini-Horner. Nonostante questo metodo sia stato usato dai precedenti matematici arabi per trovare le approssimazioni della radice n-esima di un numero intero, Al-Tusi fu il primo che si conosca ad applicare il metodo per risolvere le equazioni generali di questo tipo.
Un'altra importante opera di al-Tusi fu l'invenzione dell'astrolabio lineare.
Gli è stato dedicato un asteroide, 7058 Al-Ṭūsī.